# Valbona (Ventasso)
Valbona (Varbònna nel dialetto locale) è una frazione del comune di Ventasso, in provincia di Reggio Emilia.

## Geografia

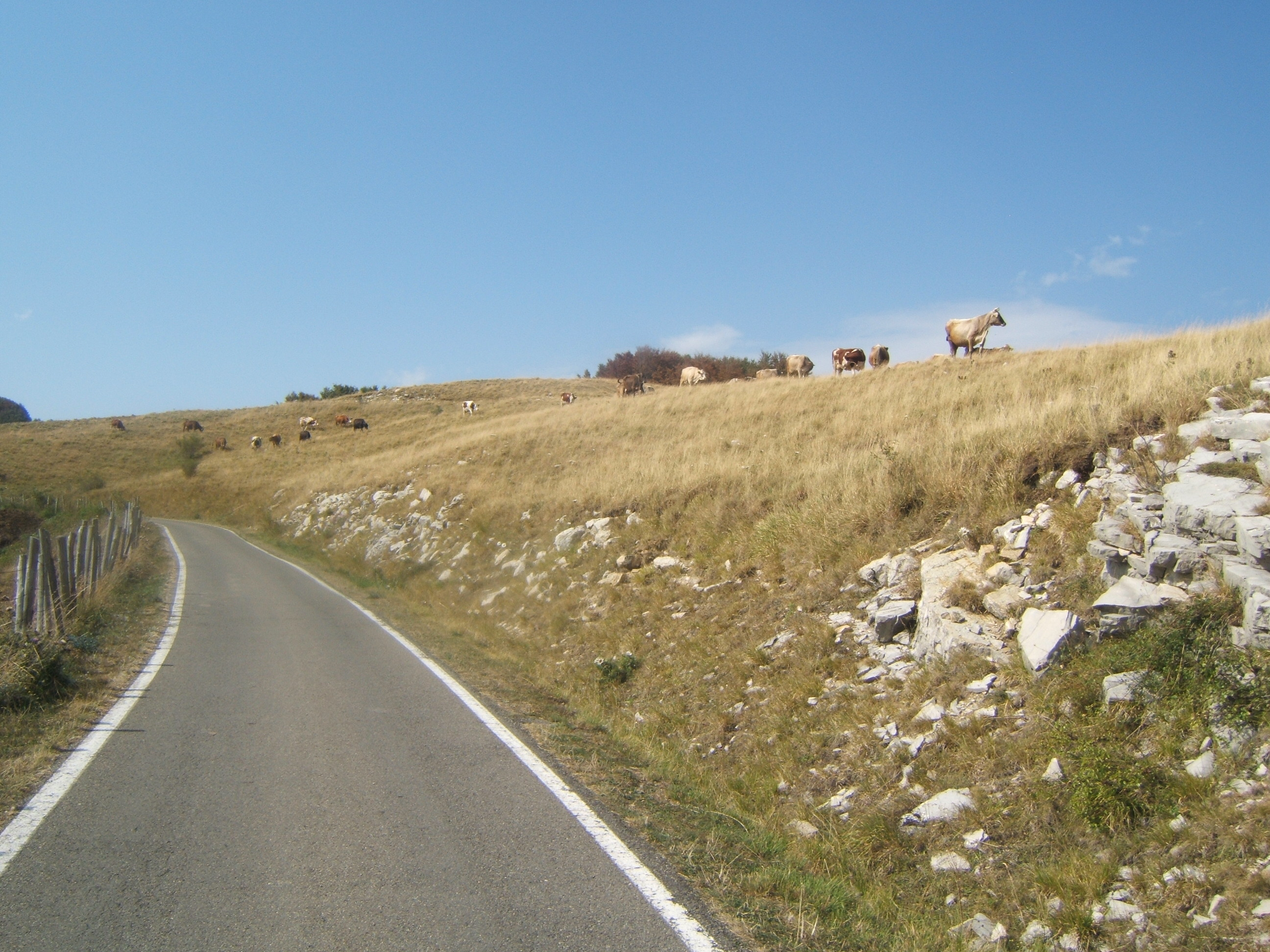
Da Valbona verso il Passo della Scalucchia.

Valbona è situata in una prateria nella vallata del rio Canalaccio, nell'alto Appennino reggiano, a 4,8 km a nord-ovest di Collagna.

## Storia
Risulta menzionata per la prima volta in un documento del 1112 nel quale il vescovo di Reggio Bonsignore ne garantiva le decime alla pieve di Campiliola. Nel 1237 gli uomini di Valbona giurarono fedeltà al comune di Reggio.
Il borgo fu gravemente danneggiato dal terremoto del 1920 che fece crollare, tra le varie costruzioni, anche la chiesa di San Prospero. Nel secondo dopoguerra Valbona, al pari di altri borghi dell'alto crinale appenninico, è stata interessata da un fenomeno d'emigrazione verso le città della pianura Padana e verso i porti della Liguria e della Toscana che hanno drasticamente ridotto la popolazione locale.